# Petrovany
Petrovany (em húngaro: Tarcaszentpéter) é um município da Eslováquia, situado no distrito de Prešov, na região de Prešov. Tem 17,39 km² de área e sua população em 2018 foi estimada em 1.966 habitantes.

## Demografia
| Ano:        | 1994 | 2004    | 2014   | 2024   |
| ----------- | ---- | ------- | ------ | ------ |
| Broj ljudi: | 1617 | 1794    | 1858   | 2036   |
| Razlika:    |      | +10,94% | +3,56% | +9,58% |

| Ano:               | 2023 | 2024   |
| ------------------ | ---- | ------ |
| Número de pessoas: | 2014 | 2036   |
| Diferença:         |      | +1,09% |